# Pisauridae
Pisauridae Simon, 1890 è una famiglia di ragni appartenente all'infraordine Araneomorphae.

## Descrizione
Hanno vari caratteri in comune con gli appartenenti alla famiglia Lycosidae, ma se ne distinguono soprattutto perché portano con sé il sacco ovigero afferrandolo con i pedipalpi, non con le filiere. Gli occhi hanno il pattern molto simile a quello dei Lycosidae, ma la dimensione degli otto occhi è uguale.

## Biologia
Sono detti anche ragni costruttori della stanza per bambini, in inglese nursery-web spiders in quanto dopo aver deposto le uova in un sacco ovigero la femmina le porta con sé in un luogo sicuro e tesse una tela appositamente per poterle covare con comodo; all'atto della schiusa i ragnetti vi rimangono un po' prima di andarsene. Queste abitudini sono state notate e studiate soprattutto nella Pisaura mirabilis.
Hanno una certa confidenza con l'acqua nella quale scappano se minacciati, compiendo salti anche di una certa entità per sfuggire ai predatori. Per ridurre i rischi il maschio, di dimensioni minori, poco prima dell'accoppiamento porta una mosca alla femmina per ingraziarsela e sperare che dopo l'accoppiamento non lo divori.

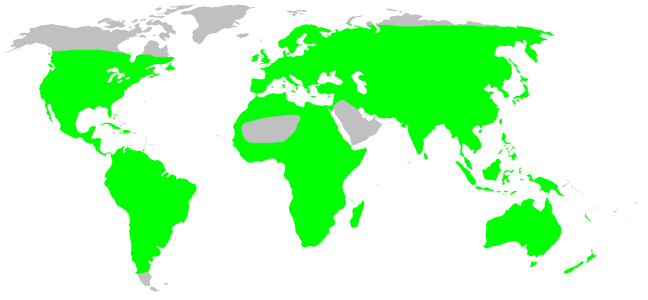
Pisauridae, distribuzione

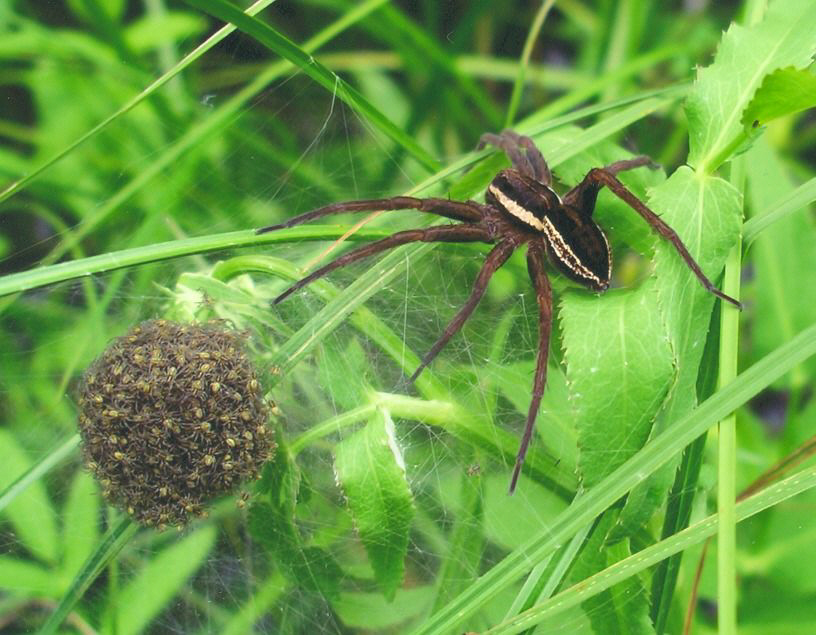
Dolomedes fimbriatus, sorveglia i piccoli

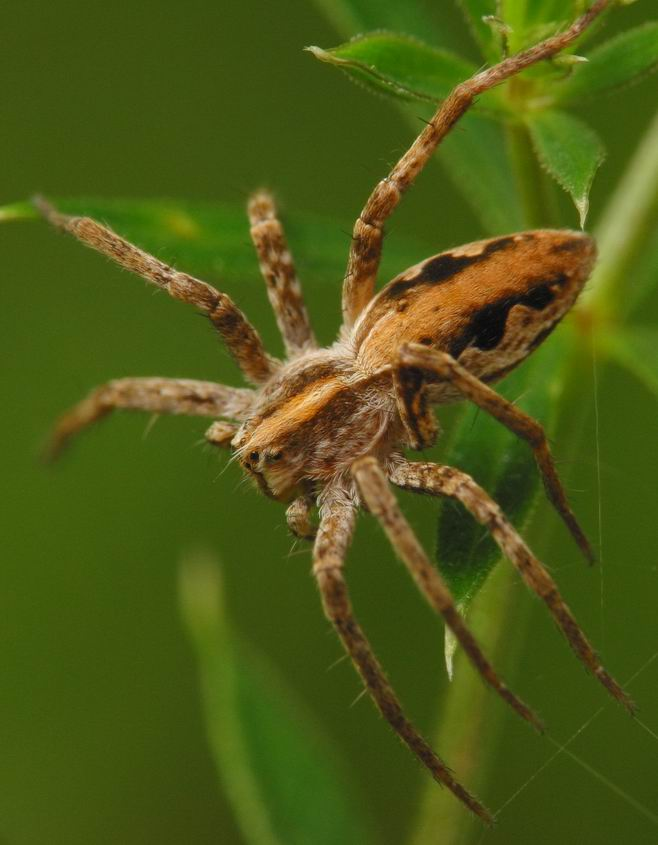
Pisaura mirabilis

## Distribuzione e habitat
Sono ragni cosmopoliti, ad eccezione del Sahara centrale, del deserto arabo e delle parti più settentrionali e fredde del Canada.

## Tassonomia
Attualmente, a novembre 2020, si compone di 51 generi viventi comprendenti 353 specie, e due generi fossili.
La suddivisione in sottofamiglie segue quella adottata dall'entomologo Joel Hallan:
- Pisaurinae Simon, 1890

1. Afropisaura Blandin, 1976 - Africa centrale, orientale e occidentale
2. Architis Simon, 1898 - Brasile, Ecuador, Panama
3. Blandinia Tonini et al., 2016[4] - Madagascar
4. Caripetella Strand, 1928 - Madagascar, Isole Comore
5. Charminus Thorell, 1899 - Africa orientale e meridionale
6. Chiasmopes Pavesi, 1883 - Africa centrale, orientale e meridionale
7. Cispius Simon, 1898 - Africa centrale, occidentale e orientale
8. Cladycnis Simon, 1898 - Isole Canarie
9. Dendrolycosa Doleschall, 1859 - Africa orientale, India, Australia, Sumatra
10. Euprosthenops Pocock, 1897 - Africa, India
11. Euprosthenopsis Blandin, 1974 - Africa
12. Maypacius Simon, 1898 - Africa centrale, orientale e occidentale
13. Paracladycnis Blandin, 1979 - Madagascar
14. Perenethis L. Koch, 1878 - Cina, Corea, Pakistan, India, Africa, Thailandia
15. Phalaeops Roewer, 1955 - Somalia, Mozambico
16. Pisaura Simon, 1885 - pressoché cosmopolita
17. Pisaurina Simon, 1898 - USA, Canada, Cuba
18. Polyboea Thorell, 1895 - Thailandia, Myanmar, Singapore, Cina, Laos
19. Rothus Simon, 1898 - Sudafrica, Israele
20. Stoliczka O. P.-Cambridge, 1885 - Karakorum, Yarkand (Cina)
21. Tetragonophthalma Karsch, 1878 - Africa centrale, occidentale e Argentina
22. Thalassiopsis Roewer, 1955 - Madagascar
23. Voraptipus Roewer, 1955 - Mozambico
24. Vuattouxia Blandin, 1979 - Costa d'Avorio
25. Walrencea Blandin, 1979 - Sudafrica

- Thalassiinae

1. Archipirata Simon, 1898 - Cina
2. Caledomedes[5] - Nuova Caledonia
3. Dolomedes Latreille, 1804 - cosmopolita
4. Eucamptopus Pocock, 1900 - India
5. Ilipula Simon, 1903 - Vietnam
6. Mangromedes Raven, 2018 - Australia (Queensland, Territori del Nord)
7. Megadolomedes Davies & Raven, 1980 - Queensland, Nuovo Galles del Sud, Victoria, Tasmania
8. Ornodolomedes[5] - Australia (Queensland, Australia occidentale e meridionale, Victoria)
9. Papakula Strand, 1911 - Nuova Guinea
10. Tasmomedes Raven, 2018 - Australia (Victoria), Tasmania
11. Thaumasia Perty, 1833 - Guyana, Brasile, Panama, Perù, Argentina
12. Tinus F. O. P.-Cambridge, 1901 - Messico, El Salvador, Costarica, Cuba, India

- incertae sedis

1. Bradystichus Simon, 1884 - Nuova Caledonia
2. Cispinilus Roewer, 1955 - Africa centrale
3. Conakrya Schmidt, 1956 - Guinea
4. Hala Jocqué, 1994 - Madagascar
5. Hygropoda Thorell, 1894 - Cina, Asia sudorientale, Madagascar
6. Inola Davies, 1982 - Queensland (Australia)
7. Nilus O. P.-Cambridge, 1876 - Brasile, Vietnam, Nuova Caledonia, India, Celebes
8. Qianlingula Zhang, Zhu & Song, 2004 - Cina
9. Sphedanus Thorell, 1877 - Asia orientale e sudorientale
10. Tallonia Simon, 1889 - Madagascar
11. Tapinothele Simon, 1898 - Zanzibar
12. Tapinothelella Strand, 1909 - Sudafrica
13. Tapinothelops Roewer, 1955 - Africa orientale
14. Tolma Jocqué, 1994 - Madagascar

### Generi trasferiti, assorbiti o sinonimi
- Campostichommides Strand, 1911[6] - Isole Kei (Arcipelago delle Molucche)
- Dianpisaura Zhang, Zhu & Song, 2004[6] - Cina
- Eurychoera Thorell, 1897[7] - Cina, Singapore, Laos, Malesia
- Hesydrimorpha Strand, 1911[8] - Nuova Guinea
- Hypsithylla Simon, 1903[9] - Celebes, Madagascar
- Nukuhiva Berland, 1935[10].
- Staberius Simon, 1898[11]
- Thalassius Simon, 1885[12] - Africa centrale, occidentale, Madagascar, Cina, Laos

### Generi fossili
- Linoptes Menge, 1854 †; fossile, Paleogene
- Palaeoperenethis Selden & Penney, 2009 †; fossile, Paleogene

### Generi fossili (sinonimi)
- Eopisaurella Petrunkevitch, 1958[13] †; fossile